# 阿部光子 (女優)
阿部 光子（あべ みつこ、1939年3月31日 - ）は、日本の女優、声優。東京都出身。東京俳優生活協同組合所属。夫は俳優・声優の安田隆（1988年死別）。

## 人物
1958年、東京都立新宿高等学校卒業。1959年、劇団東芸附属研究所に入所し、1960年に劇団員となる。1966年より東京俳優生活協同組合に所属。
趣味は手芸。特技は福島弁（会津弁）。ホールヘルパーの資格を持つ。

## 出演作品

### テレビドラマ

#### NHK
- NHK劇場 / 写楽はどこへいった（1968年）
- 夢千代日記 第2、3話（1981年）
- 大河ドラマ
  - 徳川家康（1983年）
  - 山河燃ゆ（1984年） - 女中
  - 春の波濤（1985年） - トラ
  - 真田太平記 第4話「角兵衛騒動」（1985年）
- 連続テレビ小説
  - おしん 第22話（1984年）
  - はね駒 第37話（1986年）
  - 君の名は 第5話（1991年）
  - あぐり 第77話（1997年）
  - 天うらら（1998年）
- 心のメッセージ（1987年） - おばさん
- 腕におぼえあり2 第12話「一匹狼」（1992年）
- NHKスペシャル 列島ドラマシリーズ3「牛の目ン玉」（1993年）
- あしたへジャンプ（1994年 - 1995年） - 佳奈子の祖母
- 衛星ドラマ劇場 / 坊さんが、ゆく〜愛縁 機縁〜（1999年）
- 櫂 第1、3話（1999年）
- ドラマ愛の詩
  - 双子探偵（1999年）
  - キテレツ（2002年）

#### 日本テレビ
- 快獣ブースカ 第16話「氷河時代をふきとばせ!」（1967年） - 手紙の女性
- 進め!青春 第8話「悲しきカナリヤ」（1968年）
- 超人バロム・1 第15話「魔人ミノゲルゲが君の町をねらう!!」（1972年） - 女医
- 土曜グランド劇場 / オレの愛妻物語 第2話（1978年） - 旅館の女中
- 熱中時代 第1シリーズ 第17話「ノコベンとメンコ大会」（1979年） - 母親
- 杉良太郎・時代劇スペシャル「春姿ふたり鼠小僧」（1982年）
- 事件記者チャボ! 第21話「チャボもびっくり! ツッパリじいさん…?」（1984年）
- 太陽にほえろ!
  - 第620話「素晴らしき人生」（1984年） - 小坂家の近所の主婦
  - 第644話「七曲署全員出動 狙われたコンピューター」（1985年）
- 火曜サスペンス劇場
  - 冷たいのがお好き（1987年）
  - 魔術はささやく（1990年）
  - 小京都ミステリー 第6作「会津涙橋殺人事件」（1992年） - 路上で野菜を売っているおばさん
  - 屋形船の女 第2作「恋の遺恨で放火殺害した男の出所 コスモスの押し花に秘める禁断の愛と悪夢の中の密約」（2003年）
- 予言ドキュメンタリードラマ M8.5直下型東京大地震（1990年）
- 水曜グランドロマン / 結婚しない女達のために（1991年）
- ドラマシティー'92 / 先生でいたい（1992年）
- カネボウヒューマンスペシャル / 翼をもがれた天使たち（1995年）
- サイコメトラーEIJI 第9話「THE LAST SEVEN DAYS（前編）」（1997年）
- 日本テレビ開局35周年記念特別番組「明日−1945年8月8日・長崎」（1998年）
- 金田一少年の事件簿 魔術列車殺人事件（2001年）

#### TBS
- 渥美清の泣いてたまるか 第4話「オールセーフ」（1966年）
- 青空にとび出せ! 第6話「ピンキーと五月人形」（1969年）
- 時間ですよ 第31話（1972年）
- ありがとう
  - 第2シリーズ 第30話（1972年8月17日） - 勇の母親
  - 第3シリーズ 第4話（1973年5月17日） - 客
- ゆびきり 第6話（1973年）
- 水曜劇場 / 寺内貫太郎一家 第12話（1974年） - 母親
- 高原へいらっしゃい 第5話（1976年）
- 金曜ドラマ
  - あにき 第1話（1977年） - 白井夫人
  - ふぞろいの林檎たちIV（1997年）
  - 歌姫 第4話「あんな男にワシの女を渡せるか!」（2007年）
  - Around40〜注文の多いオンナたち〜（2008年）
- 青春の門・自立編 第22、23話（1978年）
- 七人の刑事 第3シーズン 第41話「死者に花束を」（1979年）
- Gメン'75 第271話「警視庁パトカー盗難事件」（1980年）
- ウルトラマン80 第38話「大空にひびけ ウルトラの父の声」（1980年） - 主婦
- 玉ねぎむいたら… 第6話「盗まれた免許皆伝」（1981年） - 母親
- 野々村病院物語 第21話（1981年） - 女
- 秘密のデカちゃん 第26話「秘密がバレて朝日署ぶっとぶ!?」（1981年）
- 噂の刑事トミーとマツ 第2シリーズ 第36話「ジャッキートミーの グラグラ酔拳」（1982年）
- 日立テレビシティ / 輝きたいの 第2話「水着をつけて」（1984年） - 中年の女
- スペシャルドラマ / イエスの方舟事件（1985年）
- 水曜ドラマスペシャル / 恋人たちのいた場所（1986年）
- 夏・体験物語II 第7話「ホットサマーナイト」（1986年）
- オヨビでない奴! 第7話「天使の反乱」（1987年） - 仲村家の女性
- 代議士の妻たち
  - 女はいつも涙する 代議士の妻たち（1988年）
  - 代議士の妻たちII 第2話「身内のスキャンダル」（1989年）
- 森繁久彌ドラマ 花くらべ（1988年）
- 月曜ドラマスペシャル
  - 不連続爆破事件（1991年）
  - お兄ちゃん -改札口-（1991年）
- 天使のように生きてみたい（1992年）
- 3年B組金八先生
  - 第1シリーズ 第2話「内申書」（1979年）
  - スペシャルIII「小さな嘘」（1984年）
  - 第4シリーズ 第21話「印度カレーの神秘」（1995年） - 友野マミ
- 新鋭ドラマシリーズ / 知りすぎた男（1985年）
- うちの子にかぎって… 第2シリーズ 第12話（1985年） - 弁当屋の従業員
- 東芝日曜劇場
  - 第1646話「早朝電車」（1988年）
  - 第1658話「鳩のいる風景」（1988年）
  - Beautiful Life 〜ふたりでいた日々〜（2000年）
- 池袋ウエストゲートパーク 第8話「お台場の女に恋をした」（2000年）
- 月曜ゴールデン 探偵 左文字進 第11作「完璧な犯罪」（2007年） - 北島

#### フジテレビ
- 浮世絵 女ねずみ小僧 第2シリーズ 第19話「柿の木の下の子供たち」（1972年）
- 渚より愛をこめて（1976年）
- お昼のテレビ小説 / 赤とんぼ（1978年）
- 暁に斬る! 第22話「新説 ねずみ小僧伝」（1983年）
- 月曜ドラマランド
  - チャッカリ夫人とウッカリ夫人（1983年）
  - 乙女学園男子部（1983年）
  - ハーイあっこです（1984年）
  - もーれつア太郎 ニャロメ!!出生の秘密を知ったとき少女に何が起こったのココロ!?（1985年）
  - 転校生! オレがあいつでアイツがおれで（1985年）
- 第一生命スペシャル / 七人めのいとこ（1984年）
- 旅情サスペンス / 岩手めんこい偽風景（1991年）
- 妻たちの劇場 / 噺家カミサン繁盛記 第16話（1991年）
- 金曜ドラマシアター / 主婦たちのざけんなョ!!「仕切り魔の涙」（1992年）
- 木曜劇場 / わがままな女たち（1992年）
- 世にも奇妙な物語 真夏の特別編「いじめられる女」（1993年） - 主婦
- 土曜ドラマ / オトメン（乙男）〜夏〜（2009年）

#### テレビ朝日
- NECサンデー劇場 / 妻なればわれも粧わん（1961年）
- GASグランド劇場 / 旅路（1962年）
- ポーラ名作劇場 第72回「春雷」（1967年）
- 若さま侍捕物帳 第7話「参上!! 悪魔の使者」（1978年） - 大工の女房
- 特捜最前線 第207話「雨傘殺人事件!」（1981年）
- 傑作推理劇場 / 消えた献本（1981年）
- スーパー戦隊シリーズ
  - 科学戦隊ダイナマン 第3話「コウモリ地獄飛行」（1983年） - 弾北斗に詰め寄る女
  - 忍風戦隊ハリケンジャー 巻之二十五「オバケと女学生」（2002年） - 尾藤あやめ
- 私鉄沿線97分署 第23話「走れ! ポリボックス・カー!!」（1985年）
- 土曜ワイド劇場
  - 実年素人探偵とおんな秘書の名推理 第1作「伊勢志摩同窓会殺人事件」（1986年）
  - 東京原宿ハウスマヌカン連続殺人（1987年）
  - 桜島1000キロ殺人空路（1990年）
  - 遠野殺人事件（1992年）
  - 石狩川殺人水系（1994年）
  - おかしな二人（2002年）
- さすらい刑事旅情編
- 代表取締役刑事 第24話「マルタの鷹」（1991年）
- はみだし刑事情熱系 PART1 第4話「大追跡! 涙の手錠」（1996年）
- 家政婦は見た! 第11話「クリスマス 天国と地獄の大病院!」（1997年）
- 笑ゥせぇるすまん（1999年）
- はぐれ刑事純情派
  - 第13シリーズ 第13話「死人が殺人!? 夫に逃げられた女!」（2000年）
  - 第14シリーズ 第19話「ひまわりが見た母の殺意! 無銭飲食の女」（2001年）
- 仮面ライダー響鬼 十八之巻「挫けぬ疾風」（2005年） - 主婦

#### テレビ東京
- 大江戸捜査網
  - 第3シリーズ
    - 第303話「花嫁誘拐 姿なき狼の罠」（1979年）
    - 第408話「稲妻お竜の旅立ち」（1981年）
    - 第501話「我子を返せ! 母二人の対決」（1983年）

  - 平成版 第2シリーズ 第19話「極悪非道の罠! 悲しみの島帰り」（1992年）
- ドラマ・女の四季 / お姑さん大募集!（1988年）
- 徳川無頼帳 第5話「二人十兵衛、親子の絆」（1992年）
- 松本清張ドラマスペシャル・眼の気流（1994年）
- ウルトラQ dark fantasy 第4話「パズルの女」（2004年） - 売店老婆
- ドラマ24 / トラブルマン 第1話「加藤成亮」（2010年）

### 映画
- man-hole（2001年）
- 天まであがれ!!（2007年） - 木下節子
- 劇場版 さらば仮面ライダー電王 ファイナル・カウントダウン（2008年、東映） - ばあさん
- 探偵はBARにいる2 ススキノ大交差点（2013年、東映） - 室蘭の住人

### テレビアニメ
- あしたのジョー（1970年 - 1971年、フジテレビ） - 林玉子[要出典]
- さすらいの太陽（1971年、フジテレビ）

### 劇場アニメ
- 風を見た少年 The Boy Who Saw The Wind（2000年、ブエナ・ビスタ・インターナショナル）